# Joli-Bois
Joli-Bois (en néerlandais : Mooi-Bos), dit aussi quartier Sainte-Alix, est un quartier de la commune belge de Woluwe-Saint-Pierre, dans la région de Bruxelles-capitale. Le quartier est situé au sud-est de la commune. Au sud se trouve la forêt de Soignes, à l'est l'éperon sud de Crainhem, au nord le quartier de Stockel et à l'ouest le quartier du Val Duchesse.
L'église Sainte-Alix est situé au centre du quartier.

## Histoire
Après la Première Guerre mondiale, la Société Locale d'Habitations à bon Marché a été créée en 1921. Cette société de logements construisit le quartier des jardins à la lisière de la forêt de Soignes la Cité de Joli-Bois.
À la fin de la Seconde Guerre mondiale, le besoin de logements étant criant et la région était largement urbanisée, permis l'urbanisation complète du quartier de Joli-Bois.